# Nijmegen Eendracht Combinatie 2010-2011
Questa voce raccoglie le informazioni riguardanti il Nijmegen Eendracht Combinatie nelle competizioni ufficiali della stagione 2010-2011.